# Radek Petr
Radek Petr (* 24. Februar 1987 in Krnov) ist ein tschechischer Fußballspieler auf der Position des Torwarts.

## Vereinskarriere
Petr begann mit dem Fußballspielen im Alter von sechs Jahren beim FK Krnov. Mit 16 Jahren wechselte der Torhüter zum SFC Opava, zwei Jahre später zu Baník Ostrava. Anfang 2007 wurde er an den damaligen Drittligisten FK Mutěnice ausgeliehen.
Nach den guten Leistungen bei der Junioren-Fußballweltmeisterschaft 2007 in Kanada wechselte Petr zum FC Parma in die italienischen Serie A. Dort war der Tscheche in der Saison 2007/08 Torwart Nummer drei hinter Luca Bucci und Nicola Pavarini. Um Spielpraxis zu bekommen, kam er in der Nachwuchsliga Primavera zum Einsatz.
Nach dem Abstieg des FC Parma in die Serie B wurde Petr an den Serie-C-Ligisten Pro Patria Calcio ausgeliehen. Dort kam der Torwart am 14. September 2008 im Spiel gegen Monza Calcio zu seinem ersten Profieinsatz.
Im Januar 2009 wurde Petr für ein halbes Jahr an den belgischen Zweitligisten KAS Eupen ausgeliehen. In Eupen erkämpfte sich der Tscheche auf Anhieb einen Stammplatz, so dass der Verein den Leihvertrag um ein weiteres Jahr mit der Option auf eine feste Verpflichtung verlängerte. Diese wurde gezogen und er spielte noch anderthalb weitere Jahre in Belgien, ehe er in der Winterpause 2011/12 zu Ludogorets Razgrad wechselte. Hier feierte der Torhüter am Ende der Saison die Bulgarische Meisterschaft.
Seit dem Sommer 2012 spielt er wieder in seiner Heimat, zuerst für FC Zbrojovka Brünn und anschließend bei SK Kroměříž. Aktuell steht er beim unterklassigen Verein FC RAK Provodov unter Vertrag.

## Nationalmannschaft
Petr kam 2004 zu zwei Einsätzen für die tschechische U-17-Auswahl. Anschließend spielte der Torwart je eine Saison für die U-18 und U-19. Seit 2006 spielte Petr für die U-20-Auswahl, mit der er bei der Junioren-Fußballweltmeisterschaft 2007 in Kanada Vizeweltmeister wurde.

## Erfolge
- Bulgarischer Meister: 2012